# Парадайз (Канзас)
Парадайз (англ. Paradise) — місто (англ. city) в США, в окрузі Расселл штату Канзас. Населення — 35 осіб (2020).

## Географія
Парадайз розташований за координатами 39°6′52″ пн. ш. 98°55′6″ зх. д. / 39.11444° пн. ш. 98.91833° зх. д. (39.114458, -98.918444).  За даними Бюро перепису населення США в 2010 році місто мало площу 0,64 км², уся площа — суходіл.

## Демографія
Згідно з переписом 2010 року, у місті мешкало 49 осіб у 22 домогосподарствах у складі 13 родин. Густота населення становила 76 осіб/км².  Було 27 помешкань (42/км²).
Расовий склад населення:
| - 100,0 % — білих |

До двох чи більше рас належало 0,0 %. Частка іспаномовних становила 0,0 % від усіх жителів.
За віковим діапазоном населення розподілялося таким чином: 26,5 % — особи молодші 18 років, 49,0 % — особи у віці 18—64 років, 24,5 % — особи у віці 65 років та старші. Медіана віку мешканця становила 47,5 року. На 100 осіб жіночої статі у місті припадало 81,5 чоловіків;  на 100 жінок у віці від 18 років та старших — 80,0 чоловіків також старших 18 років.
Середній дохід на одне домашнє господарство  становив 59 841 долар США (медіана — 46 042), а середній дохід на одну сім'ю — 83 209 доларів (медіана — 80 625). За межею бідності перебувало 13,5 % осіб, у тому числі 0,0 % дітей у віці до 18 років та 15,4 % осіб у віці 65 років та старших.
Цивільне працевлаштоване населення становило 27 осіб. Основні галузі зайнятості: публічна адміністрація — 29,6 %, фінанси, страхування та нерухомість — 18,5 %, транспорт — 7,4 %, будівництво — 7,4 %.